# 红子佛甲草
红子佛甲草（学名：Sedum erythrospermum）是景天科景天属的植物，为台灣特有植物。分布于台灣，海拔2,000米至3,500米的地区，多生于高山，目前尚未由人工引种栽培。